# Шимечко Юлія Анатоліївна
Ю́лія Анато́ліївна Шимечко (ур. Каліна; нар. 24 жовтня 1988) — українська важколетка. На літніх Олімпійських іграх 2012 року в Лондоні виграла бронзову медаль, однак пізніше була дискваліфікована за вживання заборонених препаратів.
На чемпіонаті світу 2009 року в Кояні Юлія посіла 3-е місце.
На Олімпіаді 2012 року Юлія Каліна посіла третє місце з результатом 235 кг (106 кг у ривку і 129 кг у поштовху). Після своєї третьої (останньої) спроби у поштовху (129 кг) Каліна посідала поточне перше місце, однак після неї ще залишалися спроби у шести спортсменок. Представниця КНДР Чон Чхун Мі і представниця Тайваню Ко Сінчунь не змогли перевершити результат Каліни. Чемпіонка світу Анастасія Новікова з Білорусі у третій спробі штовхнула 133 кг (у сумі це було б 236 кг), однак двоє суддів з трьох не зарахували цю спробу, таким чином Анастасія не змогла обійти Юлію і в підсумку фінішувала на 7-й позиції. Тайська спортсменка Раттікан Гульной взяла 130 кг і 134 кг (загалом — 234 кг), але 136 кг не взяла, таким чином у підсумку вона мала на 1 кг менше, ніж у Юлії. Китаянка Лі Сюеїн, яка стала олімпійською чемпіонкою, взяла в сумі 246 кг, встановивши новий олімпійський рекорд. Пімсірі Сірікаев з Таїланду з результатом 236 кг посіла друге місце.
В середині квітня 2015 року стала чемпіонкою Європи на змаганнях у Тбілісі.
14 липня 2016 року Міжнародний олімпійський комітет (МОК) позбавив українську штангістку Юлію Калину бронзової медалі Олімпійських ігор 2012 року в Лондоні за використання допінгу. Згідно з рішенням МОК Каліна позбавляється третього місця і повинна повернути медаль.

## Державні нагороди
- Орден княгині Ольги III ст. (15 серпня 2012) — за досягнення високих спортивних результатів на ХХХ літніх Олімпійських іграх у Лондоні, виявлені самовідданість та волю до перемоги, піднесення міжнародного авторитету України[5]